# Aberafan
Aberafan (en anglès Aberavon) és un poblet del comtat gal·lès de Castell-nedd Port Talbot (anglès: "Neath Port Talbot"). Es troba a 45 km de Cardiff i a 158 km de Londres. El 2011 la població era de 6.047 habitants, dels quals 1.910 (31,6%) parlaven gal·lès.